# Asparagus rottleri
Asparagus rottleri — вид рослин із родини холодкових (Asparagaceae).

## Середовище проживання
Ареал: пд. Індія.